# Tombolo

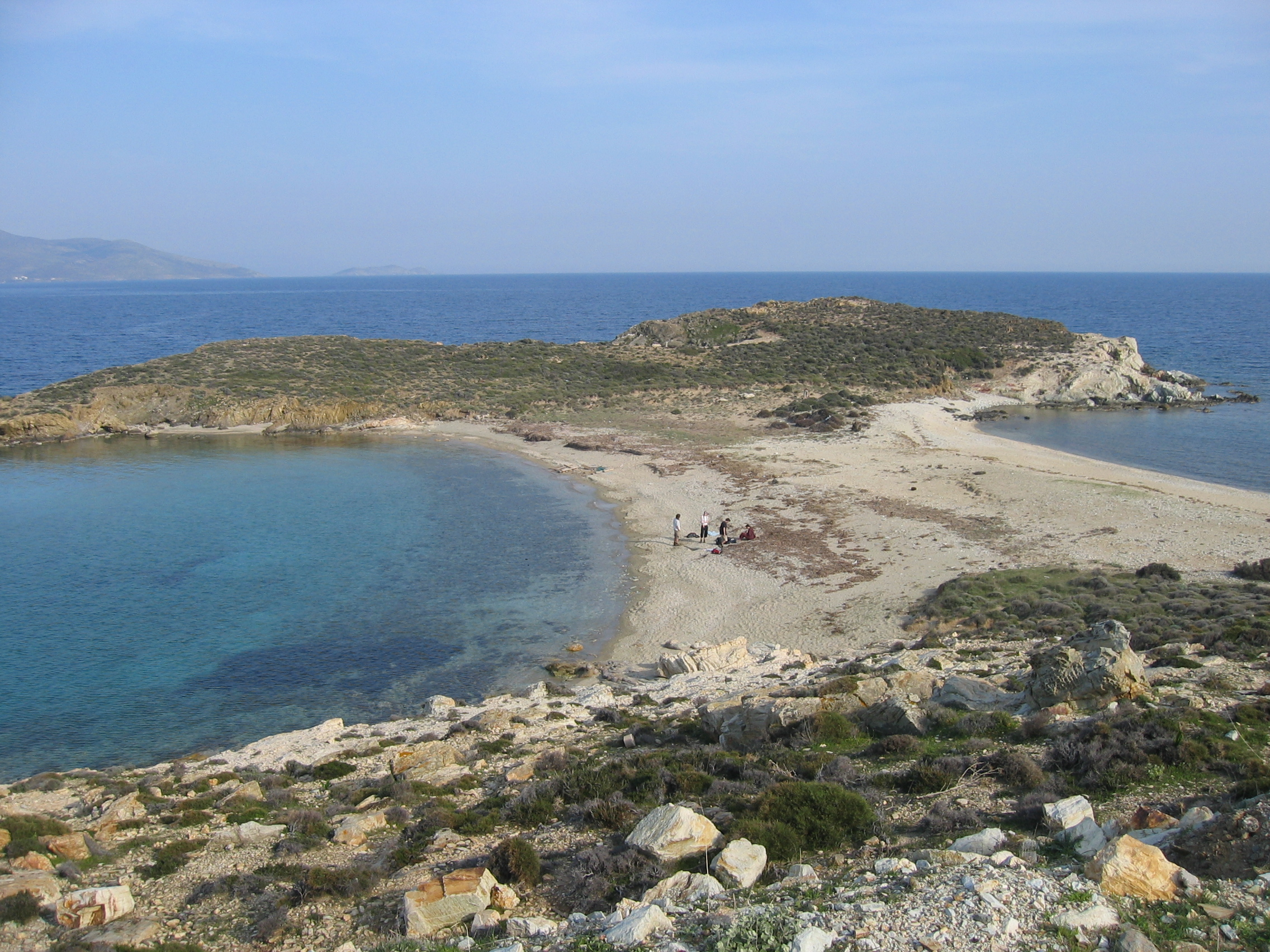
Tombolo na pobřeží ostrova Euboia

Tombolo (z latinského výrazu tumulus, který znamená „násep“) je označení pro nízký a úzký pruh souše, který spojuje ostrov s nedalekou pevninou nebo jiným ostrovem. Vzniká tím, že strana ostrova, která je odvrácená od moře, je chráněna před vlnobitím, což umožňuje ukládání sedimentů v průlivu. Postupem času tak nános písku vystoupí nad hladinu, propojí ostrov s nedalekým pobřežím a vznikne poloostrov; při vzestupu mořské hladiny však může být tombolo zase zaplaveno.
Známými příklady tombola jsou Piombino, Monte Argentario a Circeo v Itálii, Quiberon ve Francii, Chesil Beach v Anglii, St Ninian's Isle ve Skotsku, Kapıdağ v Turecku, Amanohašidate v Japonsku, Aupouri na Novém Zélandu nebo Chappaquiddick na východním pobřeží USA. Největším tombolem na světě byl řetěz propojených ostrovů mezi Indií a Srí Lankou zvaný Adamův most, který byl zničen při bouři v roce 1480.